# Cigno (Biferno)
Il Cigno è un torrente italiano, affluente di destra del fiume Biferno nei pressi di Guglionesi.

## Il corso del torrente
Sorge in due rami nel territorio di Casacalenda: uno dal Colle Miozzi (753 m) e l'altro dal Cerro del Ruccolo o Telefono (889 m). Oltre al territorio di Casacalenda, percorre i territori Di Larino e San Martino in Pensilis.

## Caratteri idrologici
Affluente del Biferno, il bacino indrografico del Cigno è pressappoco simile a quello del Saccione, ma la sua portata è decisamente maggiore. I lavori di bonifica e la cementificazione atta a rafforzare gli argini, con la creazione di vasche e ampliamento del letto, ne hanno modificato il suo aspetto naturale.

## Affluenti
I suoi principali affluenti, di destra, sono il vallone della Pila e il vallone Surienzi.

## Conservazione
Il torrente Cigno è inserito dalla CEE nella lista dei siti di interesse comunitario del Molise; azioni di salvaguardia vengono inoltre effettuate anche da volontari.

## Storia
Il Tria nelle sue Memorie storiche, civili ed ecclesiastiche, della città e diocesi di Larino ...riferisce di un "Convento de' Riformati di San Francesco... posto dentro un piacevole bosco, alla radice di una montagnola, e vicino al Cigno..." nei pressi di Casacalenda

## Torrenti omonimi
Esistono altri due torrenti denominati Cigno:
- Uno, affluente del Fortore a Piano Isca, lungo 15 km, nasce anch'esso dal Colle Miozzi (753 m)[6]
- L'altro, affluente del fiume Pescara, lungo 22 km, nasce dal Gran Sasso, tra la Forca di Penne (964 m) e il monte Scarafano (1433 m).[7]

## Galleria d'immagini

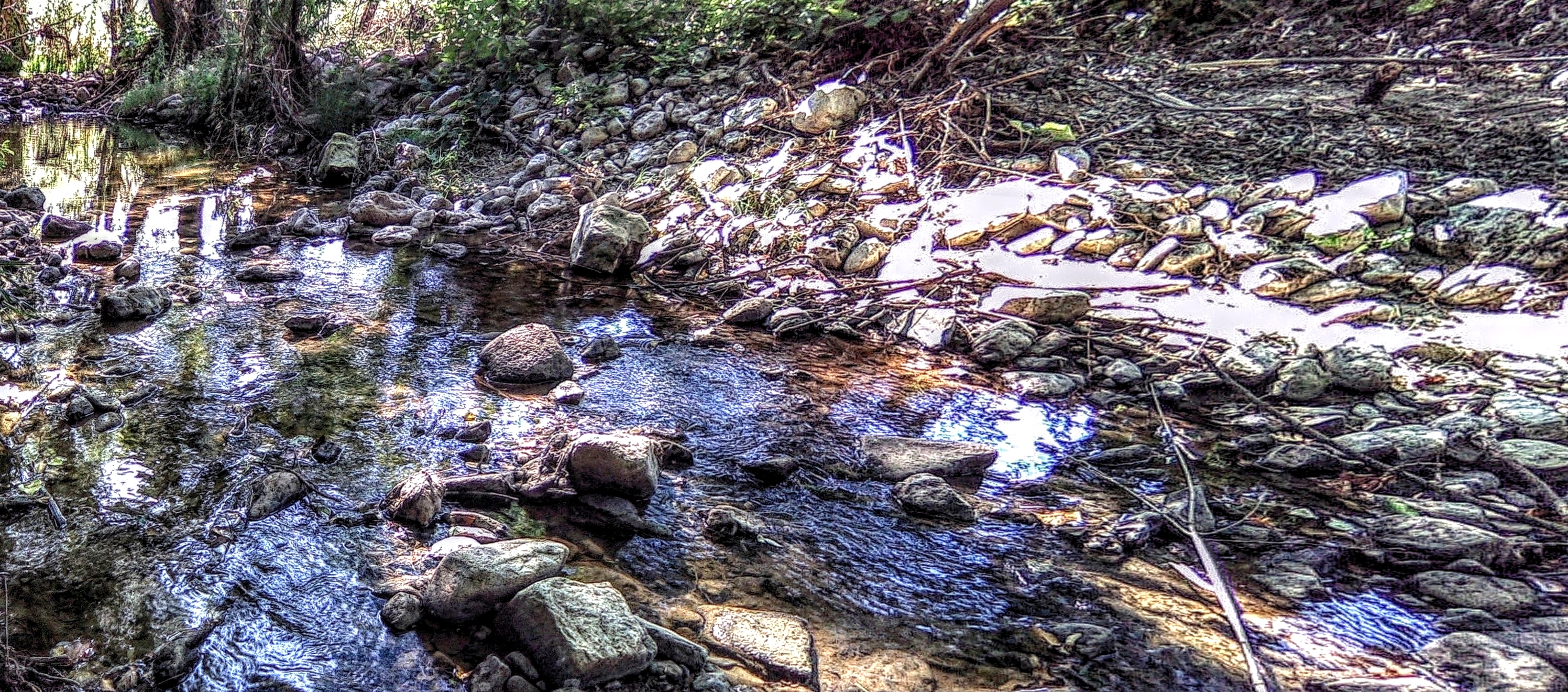